# Gnome (stijlfiguur)
Een gnome of sententia is een stijlfiguur waarbij de spreker een bekende en/of geleerde kernachtige uitspraak toepast in een niet passende context. De algemene strekking van een uitspraak wordt hiermee rechtstreeks toegepast op een bepaalde situatie die de spreker voor ogen heeft:
- Daarom herhaal ik, wat in de Bijbel staat: Gij zult niet ...
- Overigens ben ik van mening dat Carthago vernietigd moet worden

De gnome heeft vooral een aforistische en vaak belerende tendens, het bevat een algemene waarheid of levensregel. Vandaar dat het ook wel 'zedenspreuk' wordt genoemd.
In Griekenland bloeide vooral in de 6e eeuw v.C. een rijke gnomische poëzie bijvoorbeeld bij Soloon, Theognis en Fokylides. Uit het oude Rome is een verzameling zedenspreuken bekend onder de naam Spreuken van Cato (Disticha Catonis), deze waren tot in de 18e eeuw van belang in het onderwijs in West-Europa.